# Palumbia sinensis
Palumbia sinensis är en tvåvingeart som först beskrevs av Charles Howard Curran 1929.  Palumbia sinensis ingår i släktet Palumbia och familjen blomflugor. Inga underarter finns listade i Catalogue of Life.